# Römisches Museum Remagen
Das Römische Museum Remagen ist ein Museum zur römischen Geschichte der Stadt Remagen im Landkreis Ahrweiler in Rheinland-Pfalz. Das Gebäude steht als Kulturdenkmal unter Denkmalschutz.

## Architektur des Museumsbaus

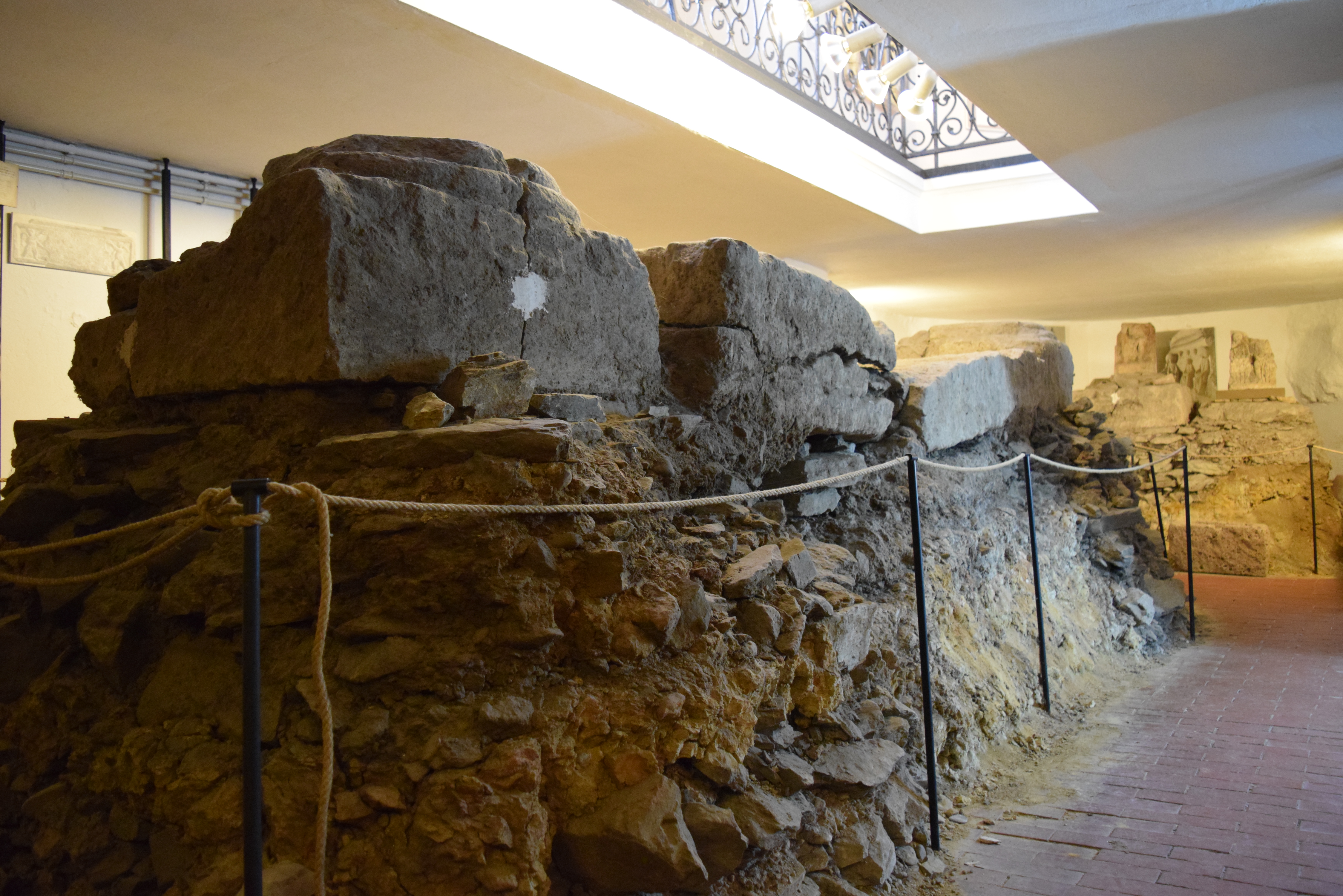
Fundamente der Principia des Kastells Rigomagus im Keller des Römischen Museums Remagen

Die ehemalige Kapelle St. Magdalena ist eine schlichter, aus unverputztem Feldstein errichteter Saal mit Satteldach und einem gotischen Dreiachtel-Chorabschluss. In seiner Substanz ist der gotische Chor mit Rippengewölbe, skulptierten Konsolen und drei gotischen Maßwerkfenstern erhalten geblieben.
1903 bis 1905 wurde die Kapelle unter der Leitung des Bonner Architekten Carl Hupe museumstauglich umgebaut. Der neuen Nutzung entsprechend, erhielt die Westfassade der Kapelle vier großflächige Fenster und eine Empore wurde eingezogen. Empore und Treppen wurden mit aufwendigen gusseisernen Geländern, wahrscheinlich aus einer der nahe gelegenen Eisengusshütten, ausgestattet.
Die Umbauarbeiten 1903 brachten auch die großen Säulenbasen knapp unter dem Fußboden zum Vorschein, die zur Eingangshalle des Stabsgebäudes des römischen Militärlagers gehörten. Die in situ erhaltenen Säulenbasen mitsamt ihren Fundamenten wurden im Keller zugänglich gemacht.

## Geschichte des Museums
Am 10. Mai 1905 wurde das Gebäude als Heimatmuseum eröffnet. Während des Ersten Weltkriegs legte der damalige Museumsleiter, der Apotheker Eugen Funck, ein Inventarbuch an, das er fortlaufend aktualisierte. Von 1935 bis 1945 übernahm dessen Sohn, der Maler Karl Maria Funck, die Museumsleitung. 1939 waren insgesamt 2058 Objekte registriert.
Mit Beginn der Bombardierungen im Zweiten Weltkrieg hatte man einen Teil der Museumsbestände in Remagener Kellern untergebracht. Einige besonders wertvolle Stücke wurden in das Kloster Marienstatt im Westerwald ausgelagert. Der Museumsbau erlitt bei den Bombardierungen Remagens im Winter 1944/45 schwere Schäden. Insgesamt gingen ungefähr 80 % der Sammlungsbestände verloren, ein großer Teil durch Plünderungen nach Kriegsende, da das Haus lange ungesichert blieb. Auch die in Kellern der Stadt untergestellten Kisten waren fast vollständig ausgeplündert. Die in Marienstadt untergebrachten Gegenstände dagegen wurden 1947 unbeschädigt nach Remagen zurückgebracht.
Erst 1948 wurde mit der Beseitigung der Kriegsschäden begonnen. Zunächst wurden das Dach und die Fenster repariert. Da der größte Teil der Sammlung in den Nachkriegsjahren verschollen war, richtete der Remagener Bürgermeister Hans Kemming († 1983) am 17. Dezember 1954 einen Aufruf an die Bürger mit der Bitte, „etwa noch vorhandenen Stücke“ an die Stadt zurückzugeben. 1955 fand die erste Museumsausstellung nach dem Krieg statt, kuratiert von dem Breslauer Prähistoriker Siegfried Gollub (1915–1983). Nach einer Neuausrichtung 1989 wurde es als Römisches Museum Remagen neu eröffnet. Das Gebäude wurde 1994 unter Denkmalschutz gestellt.

## Ausstellung

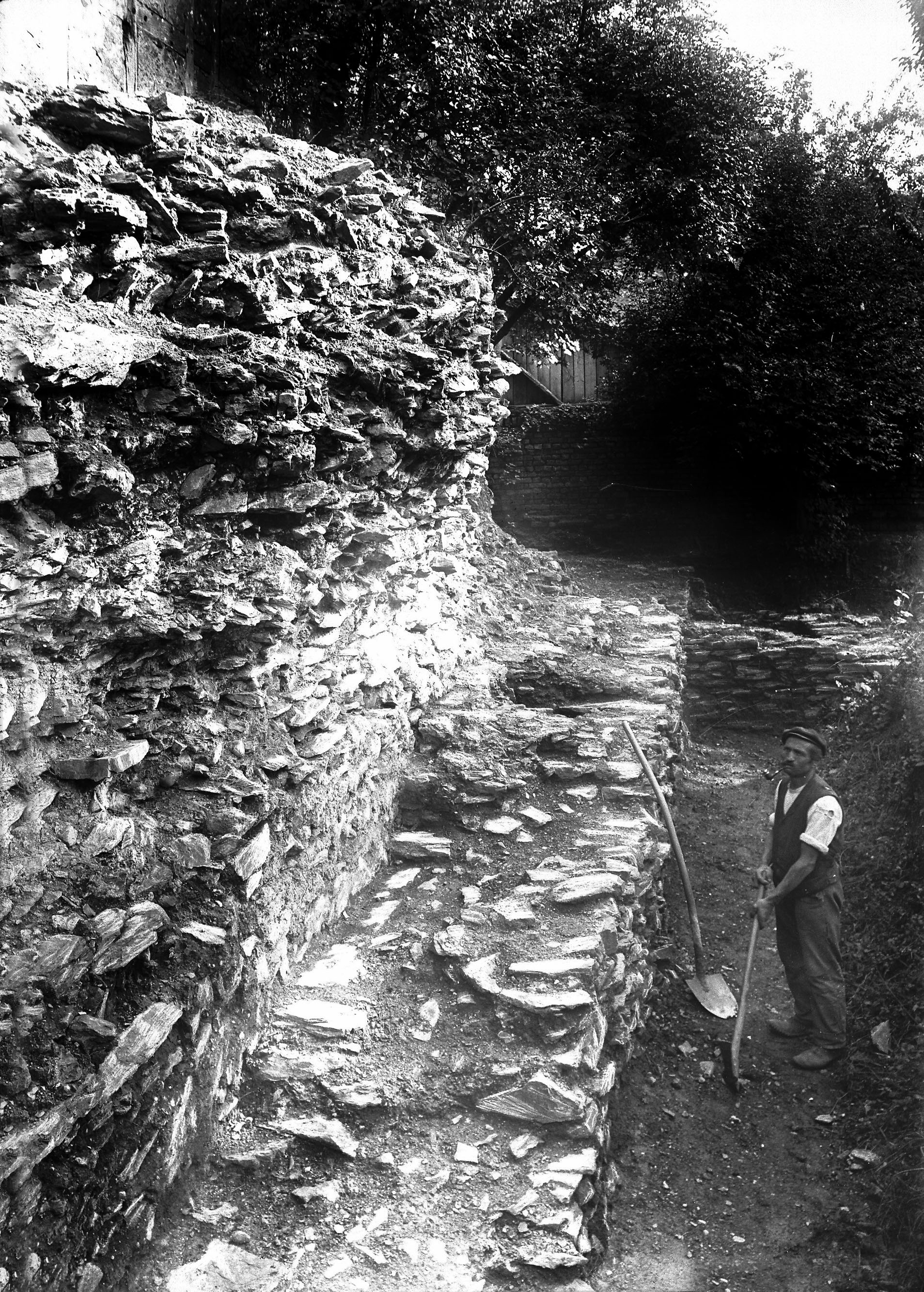
Mauerreste

Das Museum dokumentiert anhand ausschließlich in Remagen gefundener Ausstellungsstücke Leben und Tod in einem römischen Hilfstruppenkastell. Die Funde der römischen Kaserne und der Zivilsiedlung aus drei Jahrhunderten und die Forschungsergebnisse der modernen Archäologie werden gezeigt.
Im Keller werden die Begräbnissitten des 1. und 2. Jahrhunderts anhand von acht Gräbern dargestellt. Im Erdgeschoss dokumentiert eine Vielzahl von in Remagen gefundenen lateinischen Inschriften das tägliche Leben der Soldaten. Auf der Empore wird die römische Handwerkskunst durch Fundstücke aus Keramik, Glas, Terrakotta, Terra sigillata und Metall gezeigt.
Eine der kleinsten Inschriften ist auch eine der interessantesten. Auf einem Krugboden befindet sich eine römische Kursive, eine lateinische Schreibschrift, die nur Spezialisten lesen können:

„quisquis amat / pueros sene / finem puellas / rationem sacli / no refert“

Der Bonner Altphilologe Franz Bücheler übersetzte dies 1907 frei: „Wer Knaben liebt und Mädchen ohne End, mit dessen Beutel geht es bald zu End“ und wies auf vergleichbare Graffiti in Pompeji hin. Einer einfacheren Erklärung nach diente der Krug möglicherweise als Spardose.
Die römische Schreibschrift ist von solchen Graffiti auf Wänden und Gegenständen bekannt. Auch auf hier gefundenen Wachstäfelchen lassen sich manchmal Texte entziffern, die mit einem Griffel hineingeritzt wurden. Tintenfässer und Schreibfedern aus Stahl wurden ebenso gefunden.

## Historischer Hintergrund: Das Kastell Rigomagus
Rigomagus, wie das Kastell von Remagen in der Antike genannt wurde, lag an einer wichtigen Straße Richtung Köln bzw. Mainz am nördlichen Ende des Rheinischen Schiefergebirges. Am Übergang zum Niederrheingebiet nahm es eine Sperrfunktion ein. Das Kastell bestand für knapp 450 Jahre von ca. 5 v. Chr. bis etwa 450 n. Chr. Durch Inschriften auf Ziegeln und Grabsteinen konnte die Anwesenheit von fünf verschiedenen Truppen (Kohorten) nachgewiesen werden. Die Zivilsiedlung (vicus) erstreckte sich großflächig östlich und südöstlich des Kastells. Er entstand zur gleichen Zeit wie das Kastell. Es ist wahrscheinlich, dass die Siedlung ebenfalls bis in das 5. Jh. n. Chr. hinein bestand. Die Gräberfelder lagen an den Straßen, die nach Osten, Südosten und Westen aus der Siedlung herausführten. Es fanden sich Gräber aus dem frühen 1. Jh. n. Chr. Die jüngsten Gräber stammen aus dem 5./6. Jh. n. Chr. aus der Zeit der Merowinger.
Einen besonderen Fund bildet ein römischer Grabstein, der in Remagen gefunden wurde. Er besagt, dass ein 35-jähriger Soldat namens Dasmenus aus dem Gebiet des heutigen Serbien in Remagen begraben war. Der Stein stammt aus der Zeit zwischen 40 und 69 n. Chr.
Die römischen Reste sind heute fast vollständig von der modernen Stadt überbaut. Die Lage des Kastells sowie der Verlauf der römischen Straßen sind aber im heutigen Stadtbild teilweise noch erkennbar. Kastell, Zivilsiedlung und Gräberfelder befinden sich im heutigen Stadtgebiet im Ortsteil Remagen.
Remagen ist einer von 44 Standorten im Antrag zur Aufnahme des Niedergermanischen Limes als UNESCO-Welterbestätte. Der Antrag wurde von Vertretern der Niederlande, Nordrhein-Westfalen sowie Rheinland-Pfalz am 9. Januar 2020 beim World Heritage Center der UNESCO in Paris eingereicht.